# Lago Sasthamcotta
El lago Sasthamcotta o lago Sasthamkotta, también categorizado como humedal, es el lago de agua dulce más grande de Kerala, estado de la India en la costa sudoeste del país. El lago lleva el nombre del antiguo templo Sastha (un centro de peregrinación) ubicado en su orilla. Satisface las necesidades de agua potable de medio millón de habitantes del distrito de Quilón y también proporciona recursos pesqueros. La pureza del agua del lago para uso potable se atribuye a la presencia de una gran población de larvas llamadas cavaborus que consumen bacterias en el agua del lago. El lago es un humedal designado de importancia internacional bajo la Convención de Ramsar desde noviembre de 2002.

## Acceso
El lago se encuentra a una distancia de 25 km de la ciudad de Quilon, que se encuentra en el lado norte del lago Ashtamudi. El aeropuerto Internacional de Thiruvananthapuram, a 105 km, es el aeropuerto más cercano a Kollam. Karunagapally, a una distancia de 8 km, es el pueblo más cercano al lago. Un servicio de ferry que cruza el lago transporta personas entre West Kallada y Sasthamkotta.

## Topografía y geología
Salvo un terraplén de tierra de 1,5 km de longitud que separa el lago de los arrozales en su lado sur, bordeando las llanuras aluviales del río Kallada, todos los demás lados del lago están rodeados por colinas que son empinadas y forman valles estrechos. En las partes sur y sudoeste del lago hay varios cuerpos de agua más pequeños y áreas anegadas. El área actual del lago es de 375 ha, ya que gran parte del lago ha sido ocupada por la agricultura. Se registran formaciones rocosas de origen principalmente arcaico con intrusiones de charnockita, gneis de biotita y rocas de diabasa. Las formaciones terciarias de Varkala se observan a lo largo de los lechos costeros. En la porción de valle se registran depósitos de arena y limo. Las divisiones geomorfológicas del área de la cuenca del lago comprenden a) las tierras altas onduladas que tienen una vegetación bastante espesa de cultivos mixtos y plantaciones, b) los rellenos del valle de aluviones de laterita y depósitos coluviales con áreas bajas intensamente cultivadas y densamente pobladas y c ) las llanuras aluviales/llanuras aluviales del río Kallada en el sur, que en su mayoría son cultivadas.

## Hidrología
No hay afluentes visibles que alimenten el lago, pero se dice que los manantiales en el fondo del lago son una de las fuentes que suministran agua durante todo el año. Se estima que el volumen de agua en el lago es del orden de 22,4 millones de m3. Se afirma que un manto grueso de 10–20 m de suelo rico en caolinita (derivado de laterita) alrededor del lago controla el flujo hacia el lago, alimentado también por la lluvia. El nivel del agua del lago es más alto al final de la temporada del monzón. La precipitación media anual en la zona es de 2398 mm y la temperatura media anual varía entre 26,7 °C y 29,16 °C. El nivel freático en el área se encuentra a una profundidad de 3,89 m. Después de contabilizar la pérdida por evaporación estimada de 5 millones de m3 y el agua utilizada para uso doméstico de 8 millones de m3 (a una tasa de bombeo de 22 millones de litros día), los dos juntos representan aproximadamente dos tercios del flujo de entrada.

## Calidad del agua
Se informa que el agua del lago está libre de sal común u otros minerales y metales. La calidad del agua superficial, el agua intersticial y los sedimentos estudiados por el Fondo Mundial para la Naturaleza (WWF), India, se indican brevemente a continuación.
Calidad del agua superficial (valores medios):
- Agua superficial: pH 7,25; Resistencia EC 63,00 miliomhs/cm; PO4–P 4.93 microgramos/ l; Ca 7,01 microgramos/l; Na 4,33 microgramos/l; Fe 41,57 microgramos/l y Mn 12,11 microgramos/l.
- Agua intersticial : pH 7,20; PO4–P 1.11 microgramos/l; Fe 59,1 microgramos/ l y Mn 49.00 microgramos/l
- Sedimentos : C orgánico 8,95%; PO4–P 1690 microgramos/l; Fe 17724.27 microgramos/ l y Mn 86,36 microgramos/l

Los resultados de las pruebas de calidad del agua indican que el agua del lago cumple con los estándares de agua potable prescritos por los organismos reguladores.

## Flora
En la orilla este del lago se encuentra la planta insectívora Drosera ssp. La vegetación es insignificante y las plantas enraizadas y las plantas flotantes son poco importantes e insignificantes. Los cultivos que se cultivan a orillas del lago, además del arroz, son cultivos de plantación como el anacardo, la tapioca y el plátano.

## Fauna acuática
La fauna acuática observada en el lago comprende:
- 27 especies de peces de agua dulce incluyen el cróido verde ( Etroplus suratensis) y el bagre, dos géneros de gambas, 21 especies de arenques y sardinas de la familia Clupeidae.
- Peces comunes como Calichrous bimaculatus y Wallago attu. Estas variedades de peces generalmente tienen bigotes alrededor de la boca.

La cerceta común es el ave migratoria más pequeña que se encuentra en el lago.
Algunas de las especies vulnerables, en peligro y en peligro crítico reportadas por WWF en el área del lago son:
- En peligro crítico: Puntius ticto punctatus
- En peligro: Horabagrus brachysoma
- Vulnerable: Parambassis thomassi

## Fauna
Se ven grandes grupos de monos residentes en las orillas, que son parte del entorno del templo de Sasthamkotta en la orilla del lago. También se han identificado 13 especies de insectos; 9 son mariposas, 2 odonatos y 2 himenópteros.

## Deterioro en el medio ambiente del lago
La calidad del medio ambiente del lago se ve afectada por los siguientes factores.
- Aumento de la presión antropogénica.
- Invasión de partes del lago para la agricultura.
- El cultivo de tapioca ha aumentado la pérdida de suelo por erosión y escorrentía en la cuenca del lago.
- Residuos domésticos y agroquímicos de las zonas aledañas a la laguna.
- La erosión del suelo de los bancos de la tierra invadida.
- Efluentes de aguas residuales domésticas.
- Reducción de la recarga de agua subterránea al lago debido al aumento de la agricultura en el área alrededor del lago.
- Remojo de hojas secas de palma de coco antes de hacer esteras, que luego se utilizan para techar chozas.

## Conservación y administración
El gobierno del estado de Kerala preparó un Plan de acción de conservación y gestión (MAP) en 1999 para la conservación y utilización sostenible del lago y para abordar las amenazas que enfrenta el lago. Se buscó apoyo financiero del Gobierno Central bajo el Plan Nacional de Conservación de Lagos (NLCP) para la implementación del MAP basado en los problemas específicos identificados en el humedal.
El MAP prevé las siguientes actividades:
- Industria agroforestal en la cuenca
- saneamiento y drenaje
- reducción de la contaminación
- eliminación de sedimentos limitada
- control de malezas
- conservación de la flora y la fauna
- desarrollo pesquero
- campañas de sensibilización entre los habitantes de la zona

Se planeó implementar las actividades anteriores a través de la Autoridad del Agua de Kerala (KWA), el Departamento de Bosques y Vida Silvestre, el Departamento de Pesca, la Sociedad Estatal de Gestión de Recursos Pesqueros (FIRMA), la Agencia de Desarrollo Rural del Distrito (DRDA), CWRDM, etc. Consejo Estatal de Kerala para la Ciencia, la Tecnología y el Medio Ambiente del Gobierno. de Kerala proporcionó el apoyo y la supervisión general.

## Galería

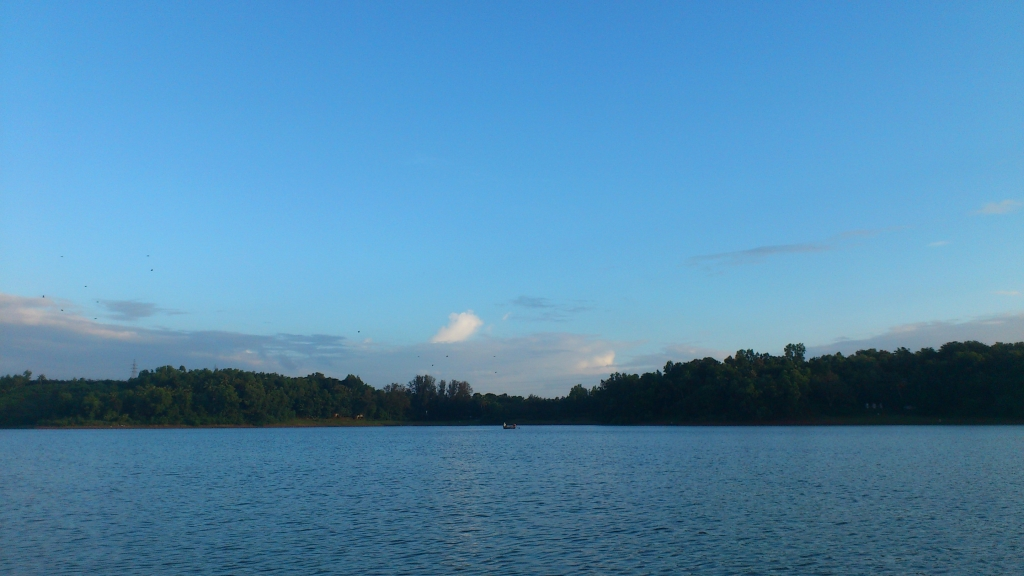
Lago Sasthamkotta
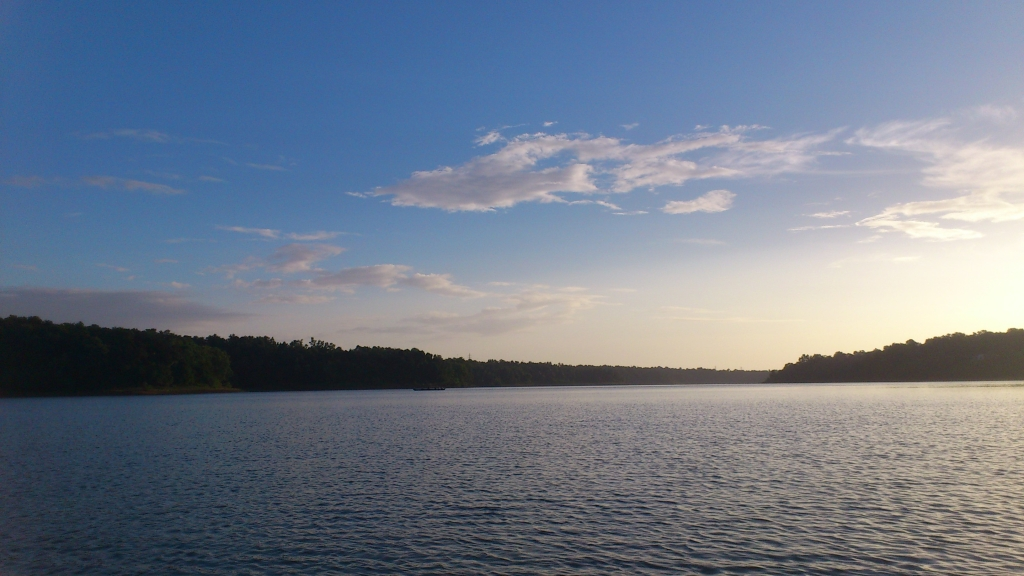
Lago Sasthamkotta
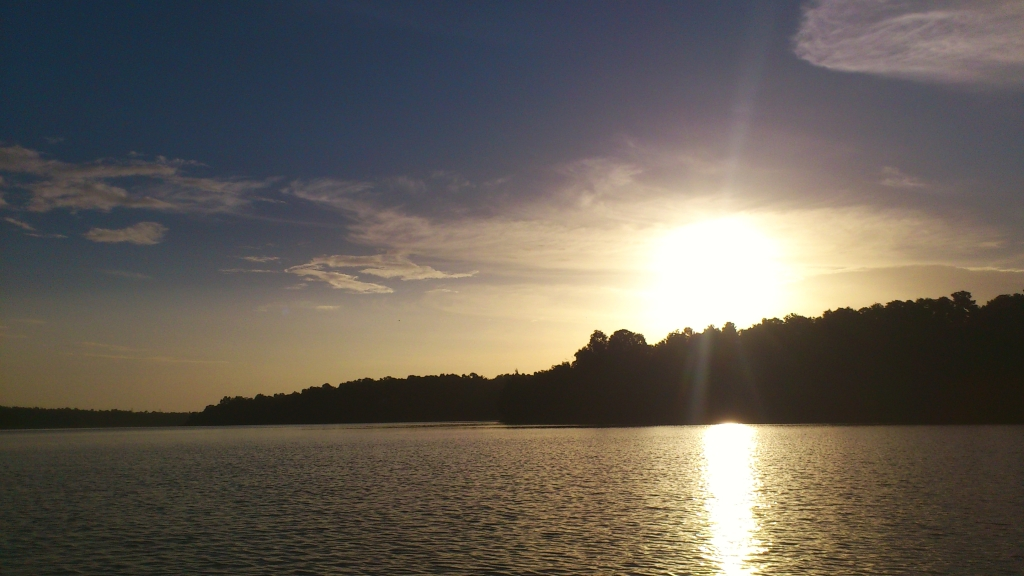
Una vista de anochecer del lago Sasthamkotta
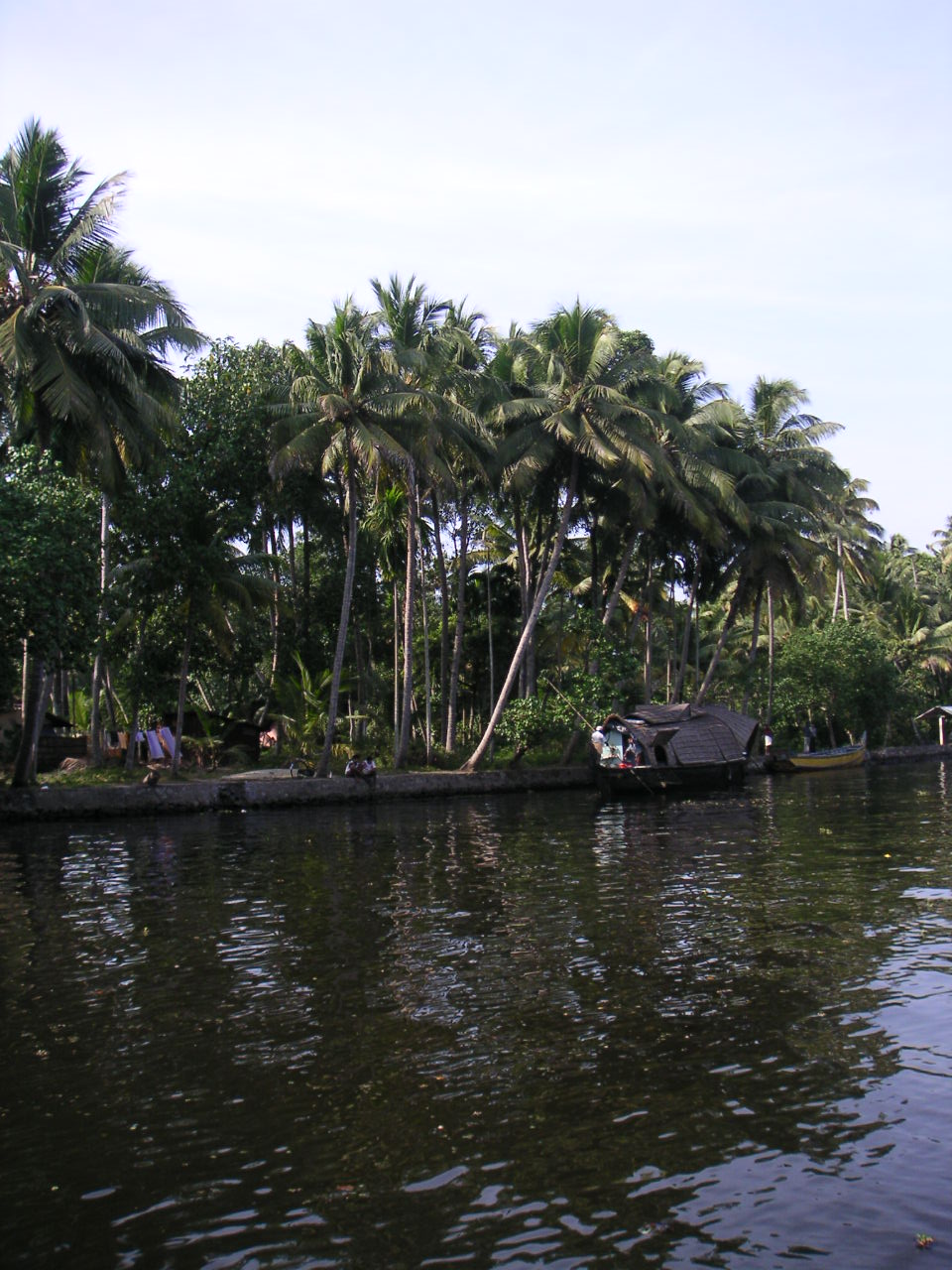
Pueblo sobre un banco del lago